# Moritz Blum
Moritz Blum (auch: Mauritius Blum(e); * 26. August 1596 in Wittenberg; † 31. Mai 1626 ebenda) war ein deutscher Mediziner.

## Leben
Geboren als Sohn des Wittenberger Händlers und Ratsherrn Michael Blume (* 27. Januar 1553 in Freiberg; † 18. Januar 1613 in Wittenberg) und seiner zweiten Frau Magaretha, der Tochter des Leipziger Lizentiaten der Medizin und Apothekers Mauritius Steinmetz, wurde er seit seiner Jugend zum Studieren angehalten und bereits am 16. November 1604 gemeinsam mit drei Brüdern in die Matrikel der Universität Wittenberg eingetragen.
Im Alter von 19 Jahren konnte er sich am 19. März 1616 den akademischen Grad eines Magisters erwerben und konzentrierte sich auf ein Studium der Medizin. 1620 begab er sich nach Padua, um seine Studien fortzusetzen und war dort ab 1621 Prokurator der deutschen Nation an der Universität. Am 9. April 1622 promovierte er in Basel unter dem berühmten Anatomen und Botaniker Thomas Platerus zum Doktor der Medizin, kehrte nach einer Reise über Italien, sowie die Schweiz in seine Heimatstadt zurück.
Dort hielt er private Vorlesungen und eröffnete eine Praxis. Als an der medizinischen Fakultät der Universität eine Stelle freigeworden war, schlug man ihn am 8. Mai 1626 für die medizinische Professur der Botanik und Anatomie vor. Der Kurfürst Johann Georg I. von Sachsen bestätigte seine Berufung und präsentierte ihn am 27. Mai 1626 in dieser Funktion.
Bereits am 20. Mai war Blume aber an einem hitzigen Fieber erkrankt und konnte seine Professur nicht mehr antreten. An den Folgen der Erkrankung verstarb er und wurde am 4. Juni in Wittenberg beigesetzt.

## Werkauswahl
Von ihm sind keine eigenen Werke bekannt, einige Disputationen wurden jedoch überliefert.
- De aere. (H. Nymmann [III]), 1615.
- De phrenitide. (Schaller), 1617.
- De syncope. (Schaller), 1618.
- De apoplexia. (G. Nymmann), 1619.
- De mania. (D. Sennert), 1620.
- De sputo. 1622.
- De imbecillitate ventriculi. (resp. Urban Lucae), Basel 1624.
- Decas problematum medicorum. (resp. Georg Wolff), 1624.
- De melancholia hypochondriaca. (resp. Johann Albert Steininger), 1625.
- De phthisi. (resp. Friedrich Moller), 1626.